# Scott Brennan (aviron)
Pour les articles homonymes, voir Scott Brennan et Brennan.
Scott Brennan, né le 9 janvier 1983 à Hobart, est un rameur d'aviron australien.

## Carrière
Scott Brennan fait partie du quatre de couple australien ayant terminé septième des Jeux olympiques de 2004 à Athènes. Il participe aux Jeux olympiques de 2008 à Pékin où il est sacré champion olympique en deux de couple, avec David Crawshay.